# جو بونر
جو بونر (به انگلیسی: Jo Bonner) نمایندهٔ حوزه انتخابیه اول آلاباما از حزب جمهوری‌خواه ایالات متحده آمریکا در مجلس نمایندگان ایالات متحده آمریکا است که برای نخستین‌بار در ۷ ژانویه ۲۰۰۳ میلادی به‌عضویت این مجلس درآمد.